# Chahamanes de Ranastambhapura
El Chahamanes de Ranastambhapura o Chauhans de Ranthambor fou una dinastia índia del segle xii. Van governar l'àrea al voltant de la seva capital Ranastambhapura (Ranthambor o Ranthambore) en el modern Rajasthan, inicialment com a vassalls del sultanat de Delhi i més tard com a sobirans. Van pertànyer al clan Chahamana (Chauhan) dels Rajputs. A la literatura i poesia rajput se'ls anomena com Chauhans de Ranthambore.

## Història
La dinastia Chahamana de Ranastambhapura va ser establerta per Govindaraja, un membre de la dinastia dels Chahamanes de Shakambhari (també coneguts com a Chauhans d'Ajmer). Govinda era el fill de Prithviraja III, que va ser derrotat i mort en una batalla amb el Gúrides el 1192. El Sultà de Delhi Sultan Muizz al-Din Muhàmmad de Ghor va designar a Govinda com el seu vassall a Ajmer. Però el germà de Prithviraja III, Hariraja, el va destronar i va haver de fugir, i es va proclamar governant d'Ajmer. Govinda llavors va establir un nou regne amb la seva capital a Ranastambhapura (moderna Ranthambor). Després de la conquesta musulmana d'Ajmer, va concedir asil a Hari.
Balhana, el fill de Govindaraja, és enregistrat com a vassall del sultà de Delhi Iltutmix el 1215 CE, però la independència fou declarada uns anys més tard. El fill gran de Balhana, Prahlada, el va succeir; va morir durant una cacera de lleons. El fill de Prahlada, Viranarayana, va ser convidat a Delhi per Iltumitx, però va ser enverinat a mort allà. Iltumitx va capturar el fort el 1226. El fill petit de Balhana, Vagabhata va pujar llavors al tron. Va reconquerir Ranthambore durant el regnat a Delhi de Raziya (va regnar de 1236 a 1240). Va defensar amb èxit el fort contra els atacs del Sultanat de Delhi de 1248 i 1253.
El fill de Vagbhata, Jaitrasimha, va aconseguir èxits militars contra els Paramares de Malwa i altres caps Rajputs. Ell, tanmateix, va perdre la seva sobirania enfront de Nasir-ad-Din Mahmud-Xah, i va haver de pagar tribut al sultanat de Delhi.
Hammiradeva, el darrer governant de la dinastia, fou també el seu governant més potent. Va pujar al tron en algun moment entre 1283 i 1289. L'obra Hammira Mahakavya, la seva biografia escrita per Nayachandra, és una de les poques fonts no musulmanes per la història de la regió d'aquell període, i habilita els historiadors per verificar els relats de les cròniques musulmanes. La inscripció de Balvan de 1288 esmenta que Hammira va capturar les forces d'elefants d'Arjuna II, el rei Paramara de Malwa. L'obra Hammira-Mahakavya suggereix que també va derrotar el successor d'Arjuna, Bhoja II. També va sotmetre a la branca paramara d'Abu. Es diu que va marxar contra Chitrakuta (Chittor), va assaltar diversos territoris rajputs veïns, incloent Medapata (Mewar) i Vardhamanpura (modern Wadhwan). Les guerra de Hammira amb altres rajputs hindús finalment el van deixar sense aliats contra el sultanat de Delhi. Va resistir amb èxit les invasions de Jalal-ad-Din Firuz Xah Khalji (1290-1296) i del general d'Ala-al-Din Muh``ammad Xah Khalji, Ulugh Khan. Però va morir en una invasió dirigida per Ala-al-Din Muhàmmad Xah Khalji el 1301.

## Llista de governants
- Govindaraja  1194-?
- Balhanadeva o Balhan (fill de Govinda)  vers 1215
- Prahlada o Prahlad, fill de Balhana vers 1220
- Viranarayana o Vir Narayan, fill de Prahlada vers ?-1226
- A Delhi 1226-1237
- Vagabhata, fill de Balhana; conegut com a Bahar Deo en cròniques literàries, vers 1237-1255
- Jaitrasimha o Jaitra Singh vers 1255-1285
- Hammiradeva o Hammir Dev vers 1285-1301